# Liste der Bodendenkmäler in Bodenwöhr
Auf dieser Seite sind die Bodendenkmäler in der Oberpfälzer Gemeinde Bodenwöhr zusammengestellt. Diese Tabelle ist eine Teilliste der Liste der Bodendenkmäler in Bayern. Grundlage ist die Bayerische Denkmalliste, die auf Basis des Bayerischen Denkmalschutzgesetzes vom 1. Oktober 1973 erstmals erstellt wurde und seither durch das Bayerische Landesamt für Denkmalpflege geführt wird. Die folgenden Angaben ersetzen nicht die rechtsverbindliche Auskunft der Denkmalschutzbehörde.

## Bodendenkmäler der Gemeinde Bodenwöhr

### Bodendenkmäler in der Gemarkung Altenschwand
| Lage                    | Objekt | Akten-Nr.     | Bild |
| ----------------------- | --- | ------------- | ---- |
| Altenschwand (Standort) | Vorgeschichtlicher Bestattungsplatz mit Grabhügeln. | D-3-6639-0001 |      |
| Altenschwand (Standort) | Vorgeschichtlicher Bestattungsplatz mit Grabhügeln. | D-3-6639-0002 |      |
| Altenschwand (Standort) | Bestattungsplatz der mittleren Bronzezeit mit Grabhügeln. | D-3-6639-0085 |      |
| Altenschwand (Standort) | Mittelalterlicher Burgstall. | D-3-6739-0002 |      |
| Altenschwand (Standort) | Siedlung mit Grabenwerk vor- und frühgeschichtlicher Zeitstellung. | D-3-6739-0022 |      |
| Altenschwand (Standort) | Mesolithische Freilandstation, vorgeschichtliche Siedlung. | D-3-6739-0065 |      |
| Altenschwand (Standort) | Archäologische Befunde des Mittelalters und der frühen Neuzeit im Bereich der Katholischen Filialkirche St. Nikolaus in Altenschwand, darunter die Spuren von Vorgängerbauten bzw. älterer Bauphasen. | D-3-6739-0127 |      |
| Altenschwand (Standort) | Archäologische Befunde des Mittelalters und der frühen Neuzeit im Bereich der Katholischen Wallfahrtskirche St. Koloman bei Warmersdorf.                                                              | D-3-6739-0131 |      |

### Bodendenkmäler in der Gemarkung Bodenwöhr
| Lage                 | Objekt | Akten-Nr.     | Bild |
| -------------------- | --- | ------------- | ---- |
| Bodenwöhr (Standort) | Mittelalterlicher Burgstall. | D-3-6739-0007 |      |
| Bodenwöhr (Standort) | Mesolithische Freilandstation. | D-3-6739-0023 |      |
| Bodenwöhr (Standort) | Mesolithische Freilandstation, Siedlung der Urnenfelderzeit. | D-3-6739-0058 |      |
| Bodenwöhr (Standort) | Archäologische Befunde der abgegangenen frühneuzeitlichen Kirche St. Laurentius in Bodenwöhr. | D-3-6739-0119 |      |
| Bodenwöhr (Standort) | Wüstung des spätmittelalterlichen Eisenhammers Weichselbrunn. | D-3-6739-0120 |      |
| Bodenwöhr (Standort) | Mittelalterliche und frühneuzeitliche Wüstung Sandmühle. | D-3-6739-0123 |      |
| Bodenwöhr (Standort) | Archäologische Befunde des abgegangenen frühneuzeitlichen Hammerschlosses von Bodenwöhr. | D-3-6739-0124 |      |
| Bodenwöhr (Standort) | Archäologische Befunde des Mittelalters und der frühen Neuzeit im Bereich der Katholischen Pfarrkirche St. Bartholomäus in Neuenschwand, darunter die Spuren von Vorgängerbauten bzw. älterer Bauphasen. | D-3-6739-0125 |      |

### Bodendenkmäler in der Gemarkung Taxöldern
| Lage                 | Objekt | Akten-Nr.     | Bild |
| -------------------- | --- | ------------- | ---- |
| Taxöldern (Standort) | Mesolithische Freilandstation. | D-3-6639-0101 |      |
| Taxöldern (Standort) | Archäologische Befunde des abgegangenen Schlosses von Taxöldern, zuvor mittelalterliche Burg, archäologische Befunde des Mittelalters und der frühen Neuzeit im Bereich der Katholischen Filialkirche St. Johannes Baptist, ehemals Schlosskapelle. | D-3-6639-0110 |      |